# Kísértés (fogalom)
A kísértés vonzódás valamilyen helytelen vagy rossz dolog iránt. Olyan kívánság vagy vágy, amely veszélyezteti a hosszú távú célokat. 
A vallási nyelvezetben a bűnre ösztönzést jelenti.

## Biblia

### Ószövetség
Az Ószövetség arról beszél, hogy Isten próbára teszi az embert az engedelmesség, állhatatosság, tisztulás, istenfélelem és hűség jeleként. A kísértés eszközei: az ördög vagy hamis próféták által történik. Ugyanakkor az Ószövetség szól arról is, hogy az ember „kísérti” Istent elégedetlenséggel és zúgolódással, valamint hitetlenséggel és azzal, hogy „jelet” követel.

### Újszövetség
Az Újszövetségben a kísértések részben az ördögtől, részben magától az embertől származnak.
Jézus a tanítói munkásságának megkezdése előtt a kísértés pusztájában azokkal a nagy, fő kísértésekkel találkozott, amelyek a legtöbb embert ostromolják. Az első súlyos kísértés az étvágy, a második az elbizakodottság, a harmadik a világ szeretete volt. Az embert érő sokrétű kísértések e három fő pontból erednek.

## Fordítás
- Ez a szócikk részben vagy egészben  a   Temptation című angol Wikipédia-szócikk fordításán alapul.  Az eredeti cikk szerkesztőit annak laptörténete sorolja fel. Ez a jelzés csupán a megfogalmazás eredetét és a szerzői jogokat jelzi, nem szolgál a cikkben szereplő információk forrásmegjelöléseként.